# Paweł Zaborowski
Paweł Zaborowski – polski poeta, znany jest jego jeden utwór oparty na starożytnej Batrachomyomachii, poemat heroikomiczny Batrachomyomachia albo Żabomysza wojna wydany w Krakowie w 1588 roku.